# Hans Georg Dehmelt
Hans Georg Dehmelt (Görlitz, 9 de setembre de 1922 - Seattle, 7 de març de 2017) fou un físic i professor universitari estatunidenc d'origen alemany, guardonat amb el Premi Nobel de Física l'any 1989.

## Biografia
Va néixer el 9 de setembre de 1922 a la ciutat de Görlitz, a l'estat alemany de Saxònia. Després de finalitzar els seus estudis l'any 1940 al Gymnasium zum Grauen Kloster, una escola de llatí de Berlín, es va enrolar voluntàriament a la Wehrmacht, l'exèrcit alemany. L'any 1943 fou ordenat a entrar a la Universitat de Breslau per estudiar física, però el 1944 fou capturat a la batalla de les Ardenes.
El 1946 fou alliberat d'un camp de presoners i va iniciar novament els seus estudis de física a la Universitat de Göttingen, on es va doctorar el 1950. Aquell mateix fou nomenat professor visitant de la Universitat Duke, als Estats Units on s'establí definitivament. El 1955 va ser nomenat professor ajudant de la Universitat de Washington de Seattle, d'on fou nomenat professor titular el 1961.

## Recerca científica
Durant la seva estada a la Universitat Duke Dehmelt aconseguí perfeccionar el dispositiu denominat «trampa de Penning» que crea un doble camp, un de magnètic fort i l'altre elèctric feble, i aconsegueix atrapar els electrons i altres partícules amb càrrega. L'any 1973 aconseguí retenir i estudiar un electró aïllat, i després, el 1975, «refredar» les partícules en reduir la seva energia per a amidar-les amb més precisió, i que actualment es coneix com a trampa iònica.
L'any 1989 fou guardonat amb la meitat del Premi Nobel de Física, que compartí amb Wolfgang Paul, «pel desenvolupament de la trampa de l'ió». L'altra meitat del premi fou per Norman Foster Ramsey per les seves investigacions sobre mètodes oscil·latoris que han sigut usats en l'elaboració de rellotges atòmics.